# Bidentotinthia
Bidentotinthia là một chi bướm đêm thuộc họ Sesiidae.

## Các loài
- Bidentotinthia borneana Arita & Gorbunov 2003